# Oxkintok
Oxkintok egy maja régészeti lelőhely délkelet-Mexikóban, Yucatán államban. Neve a maja nyelvből származik, jelentése „három nap kovakő”. Ez volt az egyik leghosszabban lakott maja település: i. e. 300-tól egészen i. sz. 1000-ig lakták, fénykorát (ellentétben a többi Puuc régióbeli várossal) a korai klasszikus korban (300–500) élte. Fontos város volt azért, mert elhelyezkedésénél fogva irányíthatta és felügyelhette a félsziget déli részéről származó áruk kereskedelmét.

## Leírás
Oxkintok a Yucatán-félsziget, azon belül Yucatán állam nyugati részén található Maxcanú község területén, a községközponttól, Maxcanútól 5 km távolságra délkeleti irányban.
A település magját három, egymással sacbékkel összekötött fő épületcsoport alkotja: az Ah Dzib, az Ah May és az Ah Canul. A terület különlegességei többek között a hieroglifikus írással felírt régi évszámok (a mi időszámításunk szerint 475. és 859.) és a keleti részen található, kövér, összefonódott kötelekkel díszített ruhát és hálós mellényt viselő embereket formázó oszlopok.
Az Ah Dzibben négy tér található három különböző szinten, mindegyikhez egy észak–déli irányú lépcső vezet fel, az egyiken hieroglifák láthatók. Az északnyugati tér egyik sarkában egy kis méretű labdajátékpálya található, emellett pedig egy kör alakú alapzat, ami egy gőzfürdő volt. A délkeleti tér déli oldalán áll a Chaac-palota, a délnyugati tér déli oldalán pedig egy piramisszerű alapzat. Talán a leghíresebb építmény a Tza Tun Tzat nevű épület, ami nem más, mint egy piramis, amelynek belsejében három szinten labirintusszerűen elhelyezkedő helyiségek vannak. Az alsó két szinten összesen tizenhét terem található, amelyeket boltozott folyosók kötnek össze. Az egyik helyiség egy halotti kamra, ahol egy régi oxkintoki uralkodó maradványait helyezték el. Az első két szintnek egyetlen bejárata van, a nyugati oldalon, míg a harmadik szintre a keleti oldalon található lépcsőn lehet feljutni. A falakon több helyütt nyílások találhatók, amelyeken keresztül a fény és a levegő jöhetett be, de elképzelhető, hogy csillagászati megfigyelésekre is használták őket. A három szint a maja világnézetnek megfelelően az alivlágot, a földi világot és a mennyeket jelképezhette. Ilyen labirintusos maja épületek Oxkintokon kívül csak Yaxchilánban és Toninában ismertek.
Az Ah May egy nagy alapzaton épült fel, amelyre déli oldalán egy lépcső vezet fel. Ezen az alapzaton egy lépcsős piramis, boltozott építmények, lakóépületek és oltárok találhatók négy tér köré szervezve. A déli téren egy három testből álló, lekerekített sarkú épület áll, amelynek bejárati lépcsősora az északi oldalon található. Valószínű, hogy ezt az épületet többször átalakították az idők során. A délnyugati tér körül körülbelül tíz lakóépület található, magán a téren pedig három, valamint egy oltár.
Az Ah Canulban öt fő térre osztva 25 építmény található, amelyek közül kiemelkedik a CA–6 és a CA–5 kóddal azonosított két palota, utóbbi az úgynevezett Ch’ich ördög palotája.

## Képek

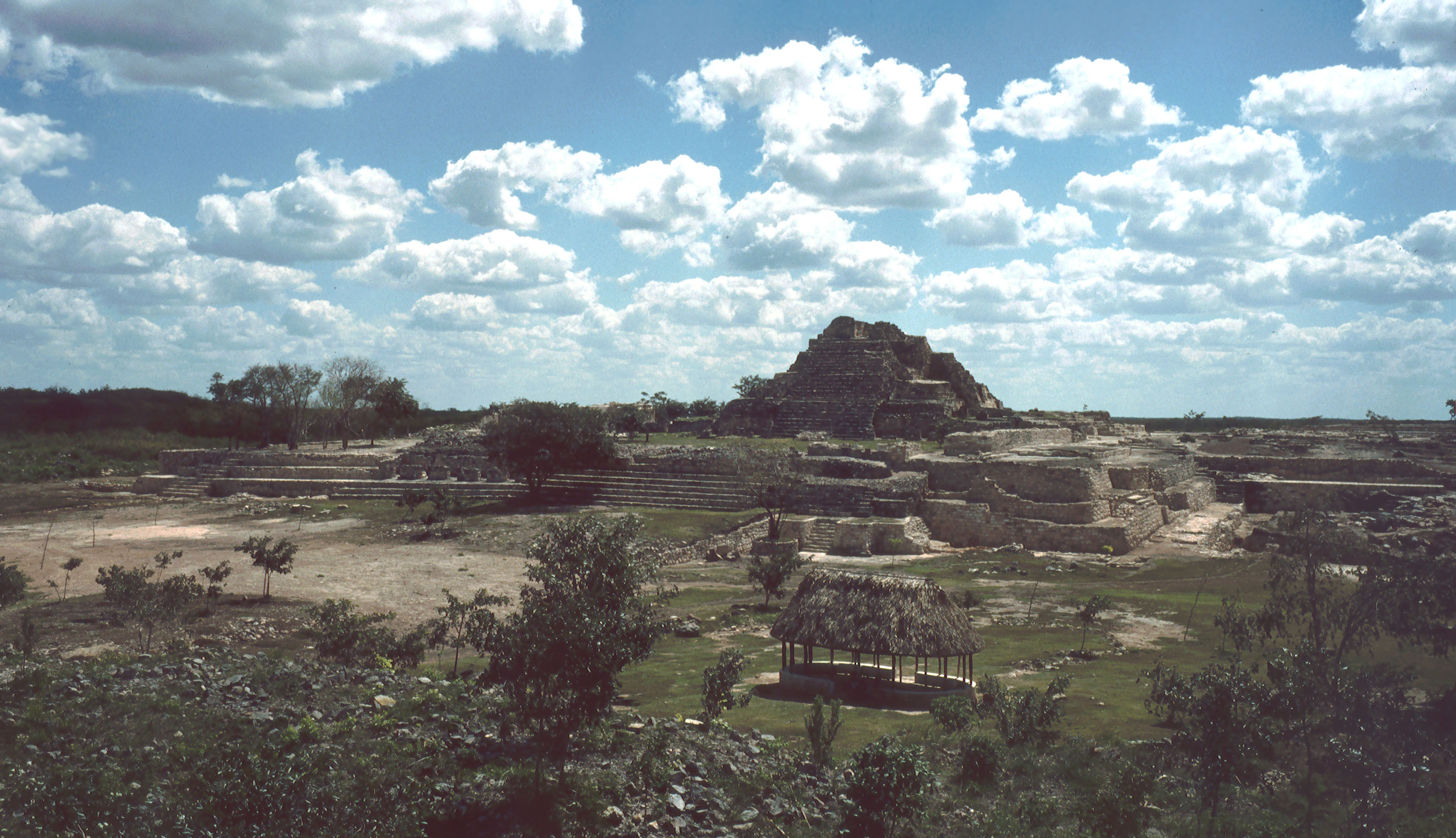
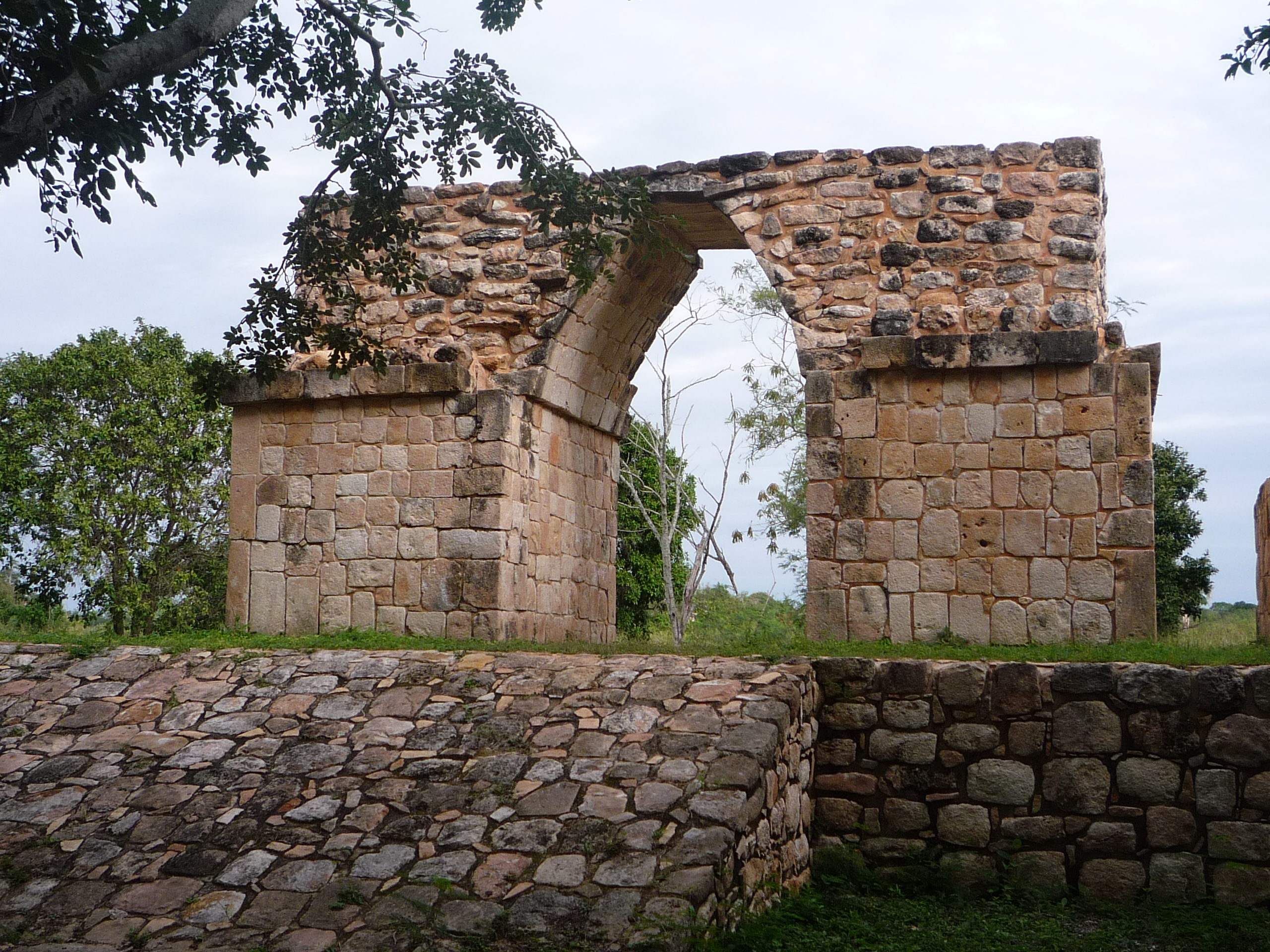
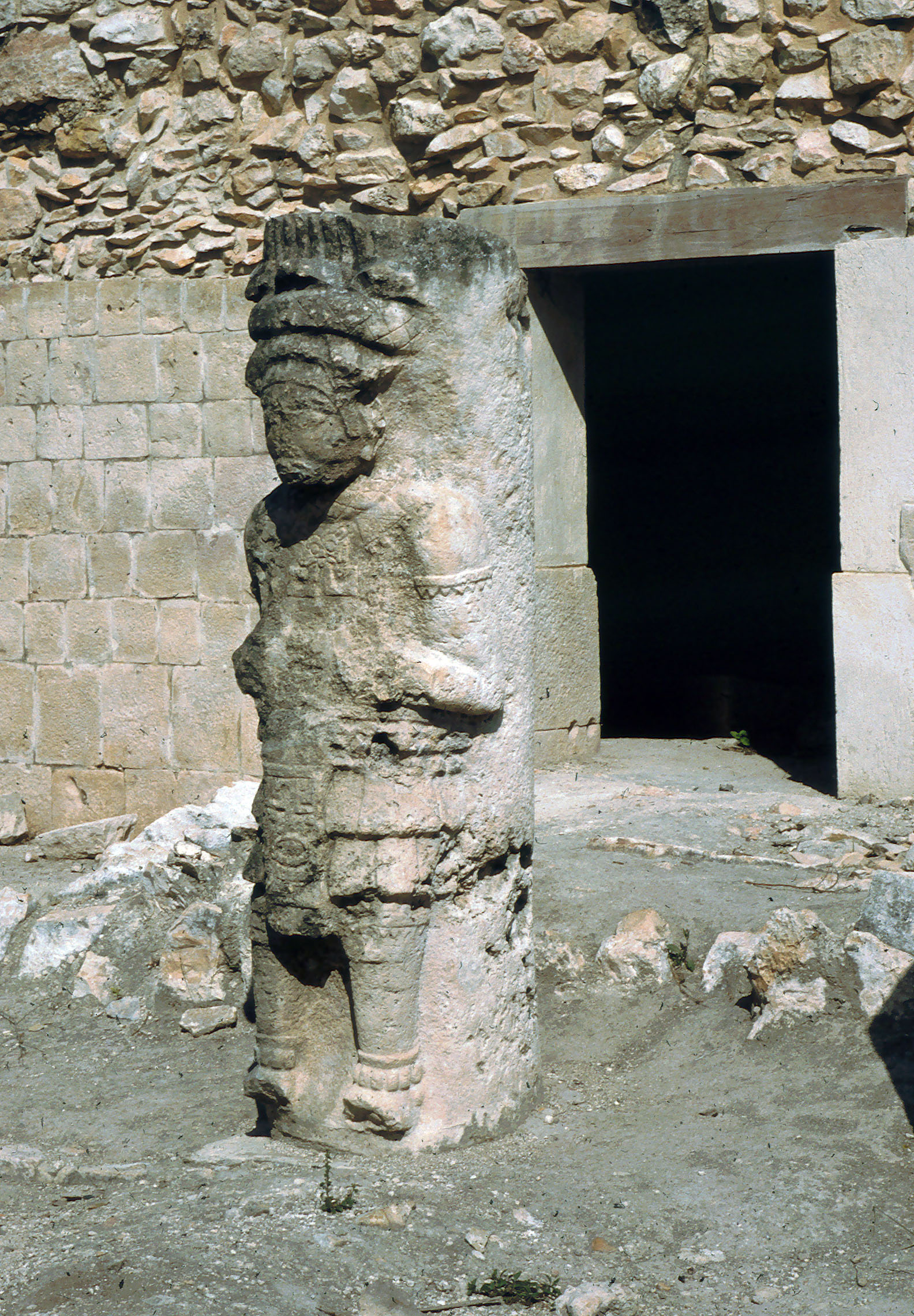
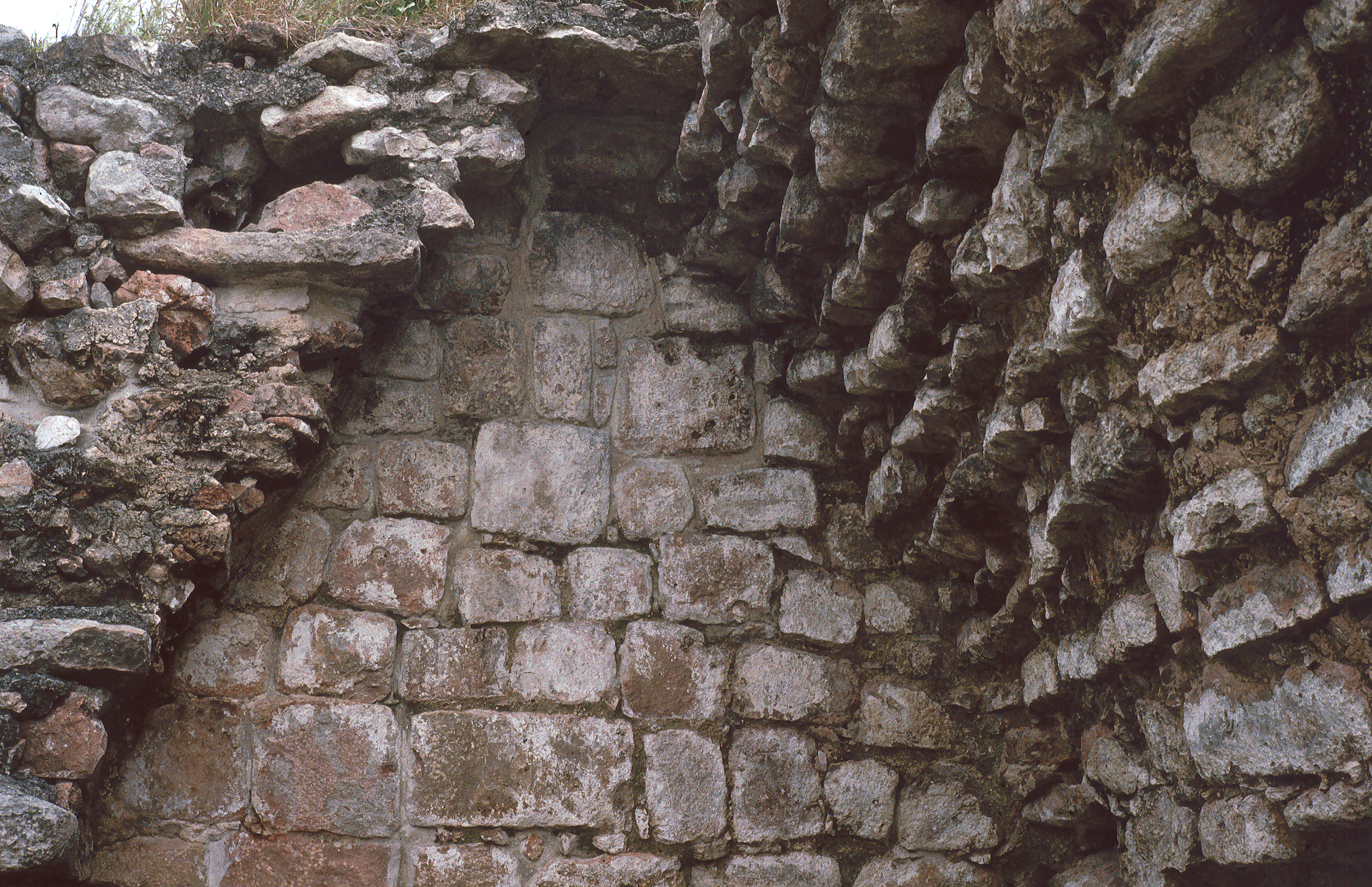